# AMA Verband für Sensorik und Messtechnik
Der AMA Verband für Sensorik und Messtechnik e. V. ist ein deutscher Branchenverband für technische Messsysteme. Er hat 450 Mitglieder. Davon sind laut eigenen Angaben 85 % Industrie- und 15 % Institutsmitglieder. Knapp 7 % der Mitglieder sind aus dem europäischen Ausland. Durch ihre deutschen Verkaufsorganisationen sind viele weitere ausländische Hersteller Mitglieder beim AMA.
Die Branche besteht aus ca. 2.300 Unternehmen der Sensor- und Messtechnik mit rund 250.000 Beschäftigten und erwirtschaftet laut Angaben des AMA einen Umsatz von ca. 35 Milliarden Euro. Der Verband richtet jährlich die Fachmesse SENSOR+TEST und alle 2 Jahre die wissenschaftlichen AMA Kongresse aus. Einmal im Jahr lobt der Verband den AMA Innovationspreis für außergewöhnliche Forschungs- und Entwicklungsleistungen in der Sensorik und Messtechnik aus. Das Preisgeld von 10.000 Euro erhalten die Entwickler/Entwicklerteams und nicht die Institutionen dahinter. Seit 2013 wird der Sonderpreis „Junges Unternehmen“ vergeben; der oder die Gewinner dieser Sonderkategorie können ihre Entwicklung kostenfrei auf der Fachmesse SENSOR+TEST präsentieren.
Der AMA Verband für Sensorik und Messtechnik ist Verleger eines wissenschaftlichen, internationalen Open Access Journals: Journal of Sensors and Sensor Systems.
Der AMA Verband veröffentlicht gemeinsam mit dem VDI und 69 Autoren und Autorinnen aus Forschung, Wissenschaft und Industrie die englischsprachige Studie: Sensor Trends 2030.

## Geschichte
Am 7. November 1980 gründeten 14 Unternehmen die Arbeitsgemeinschaft Messwertaufnehmer, kurz AMA. Seit dem 1. Januar 1981 ist die AMA ein eingetragener Verein. 1992 wurde die Arbeitsgemeinschaft umbenannt in „AMA Fachverband für Sensorik e. V.“, seit September 2013 erweitert in AMA Verband für Sensorik und Messtechnik e. V.

## Vorstand
- Vorstandsvorsitzender: Peter Krause, Berlin[7]
- Stellv. Vorsitzender: Christoph Kleye, SonoQ, St. Ingbert
- Geschäftsführer: C. Thomas Simmons, AMA Verband, Berlin